# Phare Akra Arkitsa
Le phare Akra Arkitsa est situé à Arkitsa dans le golfe d'Eubée en Grèce. Il est achevé en 1908.

## Caractéristiques
Le phare est une tour carrée, dont le dôme de la lanterne est de couleur verte. Il s'élève à 17 mètres au-dessus de la mer. 

## Codes internationaux
- ARLHS[1] : GRE-042
- NGA : 16360
- Admiralty[2] : E 4416

## Source
(en) [PDF] List of lights radio aids and fog signals - 2011 - The west coasts of Europe and Africa, the mediterranean sea, black sea an Azovskoye more (sea of Azov) (la liste des phares de l'Europe, selon la National Geospatial - Intelligence Agency)- Version 2011 - National Geospatial - Intelligence Agency